# Lundu-Balong-Sprachen
Die Lundu-Balong-Sprachen sind eine Sprachgruppe innerhalb der Guthrie-Zone A der Bantusprachen. Sie wird als Zone A10 klassifiziert und enthält als Untergruppen die Ngoe-Sprachen und mit der Sprache Oroko die einzige Oroko-Sprache.
Die acht in der Lundu-Balong-Sprachgruppe enthaltenen Einzelsprachen werden von circa 300.000 Menschen in Kamerun gesprochen. 
Die einzelnen Sprachen sind:
- Bonkeng, ca. 2980 Sprecher
- Nkongho, ca. 2230 Sprecher
- Ngoe-Sprachen:
  - Akoose, ca. 100.000 Sprecher
  - Bafaw-Balong, ca. 8400 Sprecher
  - Bakaka, ca. 30.000 Sprecher
  - Bassossi, ca. 5000 Sprecher
  - Mbo, ca. 45.000 Sprecher
- Oroko-Sprachen:
  - Oroko, ca. 106.000 Sprecher